# Korea Telecom
Korea Telecom (KT) ist ein südkoreanisches Unternehmen mit Firmensitz in Seongnam bei Seoul. Das Unternehmen ist in der Telekommunikationsbranche tätig. Rund 23.500 Mitarbeiter sind bei KT beschäftigt (Stand 2015). Das Unternehmen entstand 1981 als öffentliches Versorgungsunternehmen und unterstand dem Staat. 2001 wurde mit der Privatisierung begonnen, die 2002 abgeschlossen wurde.
Korea Telecom ist ein sogenannter Chaebol, ein Mischkonzern koreanischer Prägung. Das Unternehmen ist in diversen Sparten tätig. 2011 übernahm KT den Zahlungskartendienstleister BC Card.
2011 etablierte KT die Wortmarke Olleh, die unter anderem für Festnetzangebote, Mobilfunkangebote und den Streamingdienst Olleh TV genutzt wird.
Seit 2017 wurde Olleh zunehmend durch die Marke KT abgelöst.
Korea Telecom führte als erstes Unternehmen der Welt den Kommunikationsstandard 5G ein. SK Telecom und KT starteten ihre 5G-Netze zeitgleich am 4. April 2019. Kurz danach folgte das amerikanische Unternehmen Verizon. KT ist auch auf dem Gebiet künstlicher Intelligenz tätig.
KT hat mit ein Tochterunternehmen für Fernsehen (KT SkyLife), welches in Südkorea den Animesender Animax als Joint-Venture mit Sony Pictures Television betreibt.
KT hat mehrere Sportteams, darunter das KT Shooting Team im Sportschießen, das als bestes Team Südkoreas gilt. 
Im Baseball unterstützt KT die KT Wiz, im Basketball Busan KT Sonicboom und im E-Sport KT Rolster.